# Capo Archer
Capo Archer noto in inglese come Cape Archer, è un promontorio roccioso situato nella terra della Regina Victoria, nella Dipendenza di Ross, in Antartide.
Si trova ad una latitudine di 76° 51′ S e a una longitudine di 162° 52′ E, e segna l'ingresso nord di Granite Harbor.
Scoperto durante la spedizione Terra Nova del 1910-13 condotta da Robert Falcon Scott, è stato intitolato a W. W. Archer, membro di quella spedizione.